# Confield
| Recensione | Giudizio |
| ---------- | -------- |
| AllMusic   |          |
| Pitchfork  | 8.8/10   |
| Ondarock   | 6/10     |

Confield è il sesto album da studio del gruppo inglese di musica elettronica Autechre, pubblicato nel 2001 con l'etichetta discografica Warp Records. L'album riprende a pieno lo stile intrapreso dal gruppo a partire dal precedente LP5. Le strutture dei pezzi sono infatti create principalmente con software quali Max e poi arricchite di sintetizzatori analogici e drum machine in uno stile apparentemente casuale ma in realtà molto ricercato.
La copertina è stata realizzata dagli stessi Booth e Brown.

## Tracce
1. VI Scose Poise – 6:57
2. Cfern – 6:41
3. Pen Expers – 7:08
4. Sim Gishel – 7:14
5. Parhelic Triangle – 6:03
6. Bine – 4:41
7. Eidetic Casein – 6:12
8. Uviol – 8:35
9. Lentic Catachresis – 8:29
10. MCR Quarter – 11:02 – (Traccia Live inclusa solo nella versione giapponese)

Durata totale: 73:02